# UTC-01:00

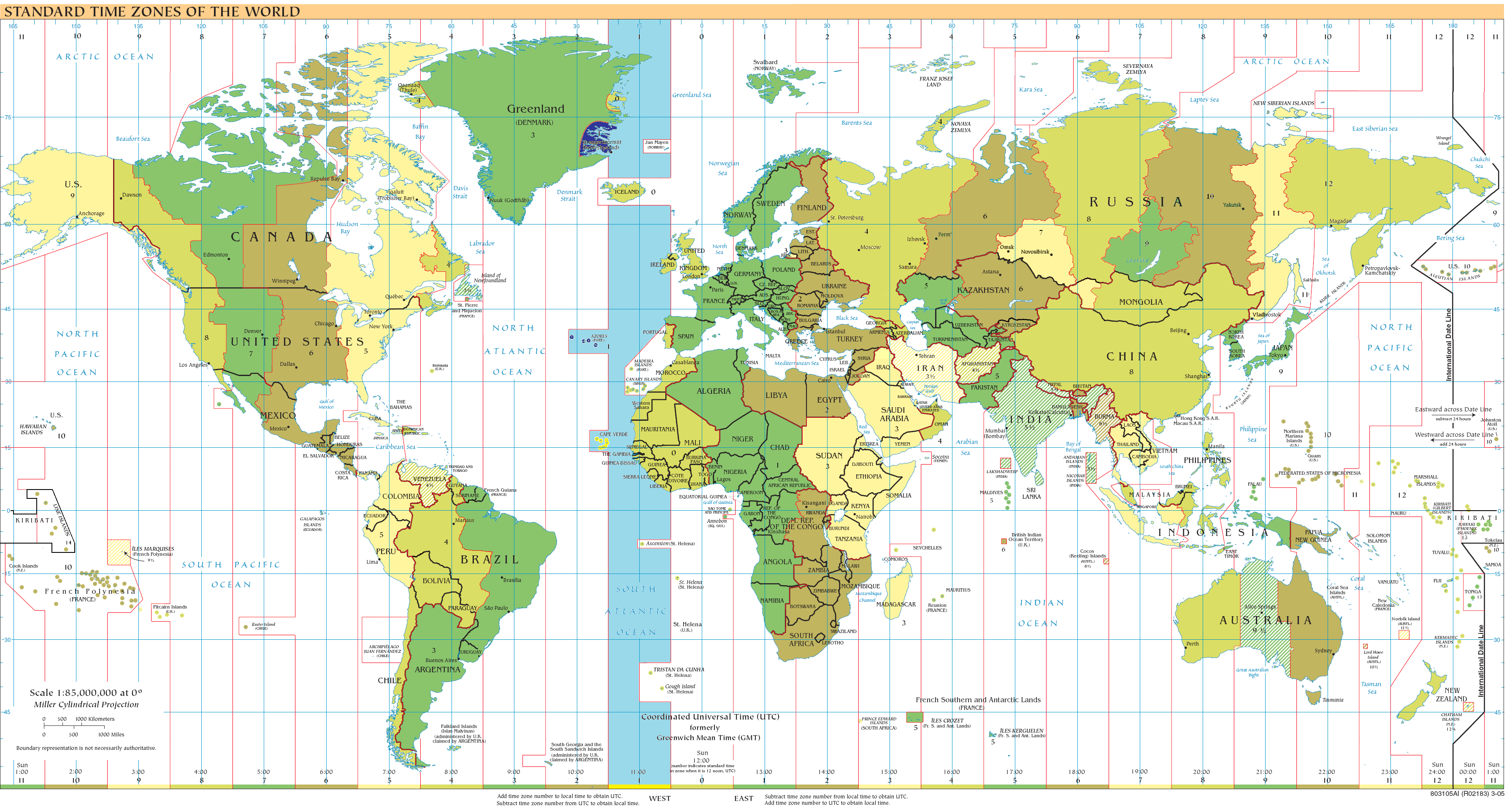
UTC-01:00

UTC-01:00 (N – November) – strefa czasowa, odpowiadająca czasowi słonecznemu południka 15°W.
W strefie znajduje się m.in. Ponta Delgada i Praia.

## Strefa całoroczna
Ocean Atlantycki:
- Republika Zielonego Przylądka

## Czas standardowy (zimowy) na półkuli północnej
Ocean Atlantycki:
- Portugalia (Azory)

## Czas letni na półkuli północnej
Ocean Atlantycki:
- Grenlandia (większość obszaru)